# Прапор Луїзіани
 Прапор Луїзіани (англ. Flag of Louisiana) — один із державних символів американського штату Луїзіана. Прямокутне полотнище синього кольору, в центрі якого зображено пташине гніздо, всередині якого пелікан годує кров'ю своїх пташенят. Нижче зображена стрічка з написом Union, Justice, and Confidence (з англ. Союз, справедливість та віра — девіз штату).
Протягом XIX століття пелікан на печатці штату традиційно зображувався з трьома краплями крові на грудях. Однак у пізніші роки ця традиція порушилася, як на прийнятому в 1912 році прапорі, так і на печатці штату. Після того, як восьмикласник із середньої католицької школи в Хуме звернув на це увагу законодавців штату, вони в 2006 році відповідно змінили опис прапора і друку штату.

## Попередні прапори
До 1861 року, штат Луїзіана не мав ніякого офіційного прапора, однак часто використовувався прапор, подібний до теперішнього.
У січні 1861 року, після виходу зі складу Союзу і перед вступом в Конфедерацію, штат Луїзіана використовував неофіційний прапор, заснований на прапорі Франції.
У лютому 1861 року, штат Луїзіана офіційно прийняв прапор з тринадцятьма червоними, білими і синіми горизонтальними смугами і з однією жовтою зіркою в червоному крижі. Прапор використовувався під час Громадянської війни в США. Нарівні з ним неофіційно використовувалися попередні прапори.

січень 1861 — 11 лютого 1861
11 лютого 1861 — 28 квітня 1862
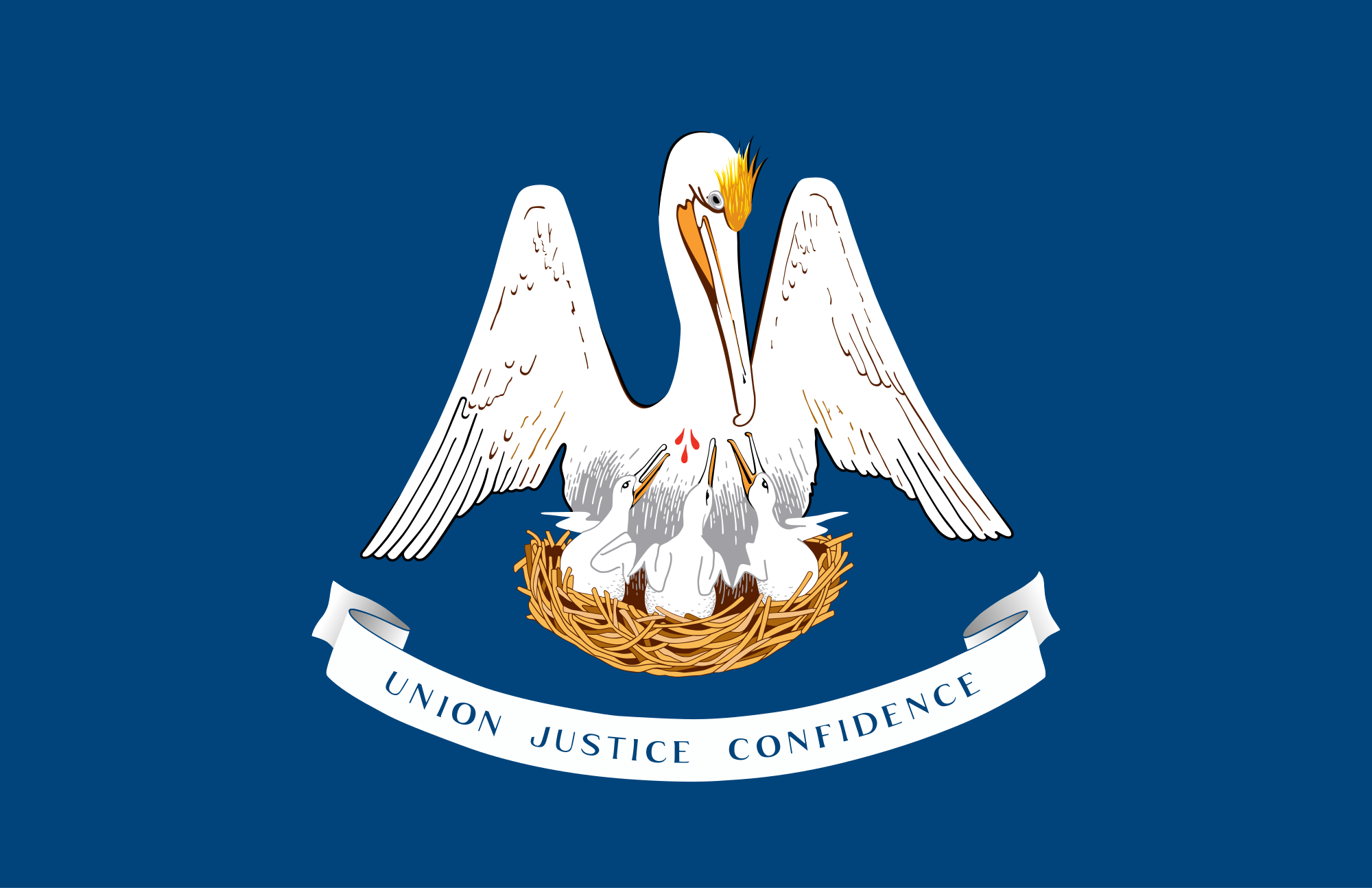
2006 — 2010